# A préri
A préri (angolul The Prairie) James Fenimore Cooper amerikai író regénye. A Bőrharisnya-sorozat ötödik, utolsó kötete.
A körülbelül 300 oldalas regény a Bőrharisnya-sorozat főszereplője, Nathaniel Bumppo (korábbi kötetekben: Vadölő, Sólyomszem, Nyomkereső és Bőrharisnya) nyolcvanhetedik, és egyben utolsó évét meséli el.

## Történet
|  | Alább a cselekmény részletei következnek! |

A történet Lousianában, 1803-ban játszódik, mikor az első fehér telepesek átkeltek a Mississippin. Ez Natty Bumppo utolsó nagy kalandját meséli el, amelyben a főhős segít egy csoport fehér embernek, akiket a sziú indiánok üldöznek.
|  | Itt a vége a cselekmény részletezésének! |

## Szereplők
- Nathaniel Bumppo, a trapper
- Ishmael Bush
- Duncan Uncas Middleton
- Paul Hover
- Ellen Wade
- Inez de Certavellos-Middleton
- Obet Bat, vagy Battius doktor
- Abiram White